# 格里利圓魨
格里利圓魨為輻鰭魚綱魨形目四齒魨亞目四齒魨科的其中一種，為熱帶魚類，分布於西大西洋宏都拉斯至巴西聖卡塔琳娜海域及半鹹水域，體長可達18公分，棲息在沙泥底質且混濁的底層水域，以底棲性無脊椎動物為食，生活習性不明，有雪卡魚毒的紀錄。

## 扩展阅读
維基物種上的相關：格里利圓魨